# Salaam-e-Ishq: A Tribute To Love
Salaam-e-Ishq: A Tribute To Love è un film del 2007 diretto da Nikhil Advani.
Si tratta di un remake non ufficiale del film britannico Love Actually - L'amore davvero (2003).